# Kultur des Osmanischen Reichs
|  | Dieser Artikel wurde aufgrund von inhaltlichen Mängeln auf der Qualitätssicherungsseite des Projektes Türkei eingetragen. Hilf mit, die Qualität dieses Artikels auf ein akzeptables Niveau zu bringen, und beteilige dich an der Diskussion! |

Kennzeichnend für die Kultur des Osmanischen Reichs war die Integration unterschiedlichster kultureller Einflüsse und Traditionen aus den zentral- und westasiatischen Ursprungsregionen der Turkvölker, der unterschiedlichen Ethnien Anatoliens, sowie den Landesteilen, die durch die Eroberungen bis ins 17. Jahrhundert dem Reich angegliedert wurden. Tief geprägt vom sunnitischen Islam, hat die Osmanische Kultur Teil an der islamischen Kultur. Durch Handel, Pilger, Diplomatie und Krieg über Jahrhunderte verbunden mit dem Oströmischen Reich, dessen Hauptstadt Konstantinopel 1453 die neue Hauptstadt Istanbul wurde, dem Perserreich und den christlichen Staaten Westeuropas seit der Renaissance repräsentiert die Kultur des Osmanischen Reichs ein politisch und kulturell führendes Land der Islamischen Welt und zugleich eine Weltmacht ihrer Zeit.

## Geschichtlicher Überblick
Die geschichtliche Entwicklung des Osmanischen Reichs führte zu tiefgreifenden Veränderungen im Kulturschaffen, die die neue Rolle der Osmanischen Sultane, aber auch die intensive Auseinandersetzung mit der Vielfalt der benachbarten islamischen und christlich-europäischen Kulturen mit sich brachte.
1450 bis 1520
Durch die Eroberung von Konstantinopel (1453), sowie des Mamlukenreichs in der Schlacht von Mardsch Dabiq bei Aleppo und der Schlacht von Raydaniyya vor Kairo 1517 gelangte ein Großteil des Mittelmeerraums und die Kernländer der Islamischen Welt unter die Herrschaft des Osmanischen Reichs. Geleitet von der Reichsidee Mehmets II. prägte kultureller Eklektizismus die dynamische Kultur des 15. Jahrhunderts. In die Zeit nach der Eroberung Konstantinopels fällt auch der Beginn der intensiven Auseinandersetzung mit der westeuropäischen Welt der Renaissancezeit und darüber hinaus.
1520 bis 1570
Die Periode nach der Expansion des Osmanischen Reichs ist gekennzeichnet durch den Ausdruck des neuen Selbstverständnisses als Großreich, und durch die weiteren politischen und ideologischen Veränderungen, die mit der neuen Rolle als führende Macht in der islamischen Welt einhergehen.
1570 bis 1600
Auf die Veränderung, Ausdifferenzierung und Festigung der neuen Herrschafts-, aber auch der wirtschaftlichen und gesellschaftlichen Ordnung reagierten auch die Förderer und Künstler mit entsprechenden Veränderungen ihrer Produktion und im Gebrauch verschiedener kultureller Medien.
1600 bis 1839
Mit dem Tod Mehmeds III. setzte eine lange Periode relativer Stabilität ein. Während dieser Zeit konnten, abgesehen von Zeiten kriegerischer Auseinandersetzungen, der Handel zwischen dem Reich und Europa gedeihen, und Händler und Pilger relativ ungestört reisen. Jedoch entstanden trotz der noch unangefochtenen Rolle des Sultans als Verteidiger des Glaubens und Garant der sozialen Ordnung auch Spannungen zwischen der herrschenden Elite in Istanbul und den Untertanen in den Provinzen.
1839 bis 1923
Seit dem späten 18. Jahrhundert wurde vor dem Hintergrund nationalistischer Aufstände in einzelnen Landesteilen und einer Reihe schwerer militärischer Niederlagen seit dem Russisch-Türkischen Krieg (1768–1774) die gesellschaftliche und wirtschaftliche Stagnation offenbar. 1839 begann mit der Proklamation der Tanzimat eine Zeit der Reformen. Mit der Gründung der Republik Türkei durch Kemal Atatürk endete 1923 das Osmanische Reich.

## Die Kultur der Elite
Innerhalb weniger Generationen hatte sich die Herrschaft der osmanischen Dynastie von Anatolien aus über den gesamten Mittelmeerraum ausgebreitet. Das Osmanische Reich beherrschte einen großen Teil der islamischen Welt, seine Sultane beanspruchten eine führende Rolle auch auf dem Gebiet der Religion. Dies veränderte die Selbstwahrnehmung der Sultane und der herrschenden Elite des Osmanischen Reichs. In der Folge wandelte sich einerseits der bildliche Ausdruck des nunmehr imperialen Selbstverständnisses, andererseits entwickelte sich aus der Begegnung mit anderen Kulturen ein hochdynamischer Austauschprozess, der die osmanische Kultur umfassend veränderte. Vielerorts und unter Beteiligung von Herrschern, Hofbeamten, Künstlern und Handwerkern veränderten sich die Muster und Mechanismen der Förderung und Organisation von Kunst. Hauptsächlich unter Führung des Hofes, doch beeinflusst durch die Teilhabe an den großen kulturellen Netzwerken der Zeit, formten sich neue kulturelle Vorlieben am Hof, in der Hauptstadt und in den Provinzen.

### Die osmanischen Hofmanufakturen

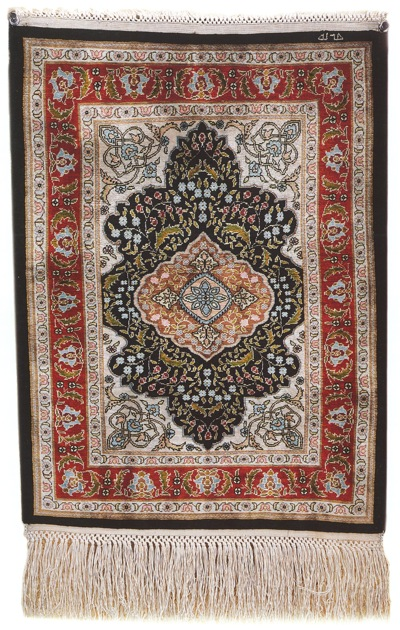
Seidener Hereke-Teppich

Nach der Eroberung Konstantinopels wurde die Stadt zur neuen Hauptstadt des Osmanischen Reichs ausgebaut. In den Hofwerkstätten (Ehl-i Hiref) arbeiteten fest angestellte und regelmäßig entlohnte Künstler und Handwerker verschiedener Kunstrichtungen. Kalligraphie und Buchmalerei wurden im Scriptorium, der nakkaş-hane, betrieben. Die Hofmanufakturen waren örtlich nicht an den Sultanspalast gebunden: Berühmte Zentren des osmanischen Kunsthandwerks waren neben Istanbul vor allem Bursa, Iznik, Kütahya und Ușak. Bursa war als „Seidenstadt“ berühmt für Seidenstoffe und Brokate, İznik sowie Kütahya für Feinkeramik und Fliesen und Uşak besonders für Teppiche.
Als Angestellte des Hofs wurden die Künstler und Kunsthandwerker in Registern dokumentiert, die auch Auskunft über Lohnzahlungen, besondere Auszeichnungen durch den Sultan, und die Veränderungen des Gehalts der Künstler gaben. Der Hof legte auch die Preise für einzelne Erzeugnisse in Preisregistern („narh defter“) fest. In späterer Zeit deckten die vom Hof festgelegten Preise nicht mehr mit die hohen Herstellungskosten der aufwändig angefertigten Produkte und konnten nicht mehr mit den Preisen konkurrieren, die im Exporthandel erzielt werden konnten. Beschwerden aus der Zentralverwaltung, dass die Töpfer von İznik den Bestellungen des Hofes nicht mehr nachkommen würden, weil sie zu sehr mit der Produktion von Massenware für den Export beschäftigt seien, sind dokumentiert.

### Literatur

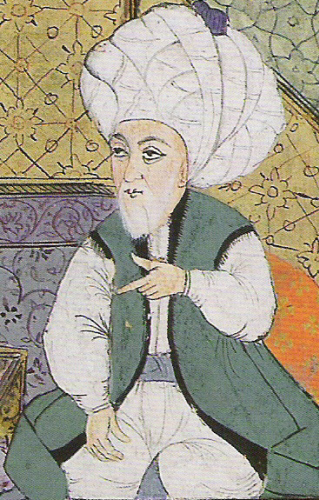
Bâkî (1526–1600)

### Kalligrafie

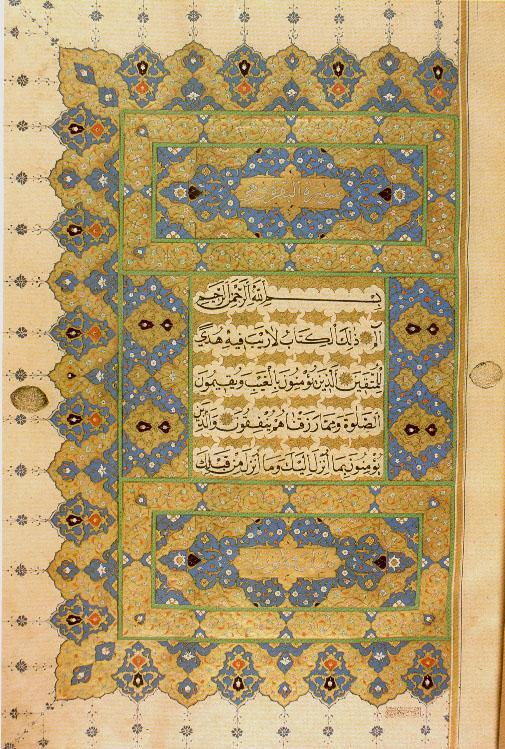
Koranseite von Ahmed Karahisari, 16. Jh., Topkapı-Palast, Istanbul

Die Kalligrafie genoss hohes Ansehen im Osmanischen Reich. Nach der strengen Auslegung des islamischen Bilderverbots ist die bildliche Darstellung von Menschen oder Tieren nicht erlaubt, daher hat sich die Islamische Kunst besonders auf die dekorative Schrift und das Ornament konzentriert. Als Begründer der islamischen Kalligraphie gelten Ibn Muqla, der im 10. Jahrhundert lebte, und sein Schüler Ibn al-Bawwab.
Bekannte osmanische Kalligrafen waren Şeyh Hamdullah, Ahmed Karahisari, und Hâfız Osman. Hâfız Osman, ein Schüler von Derviş Ali und Suyolcuzade Mustafa Eyyubi, stand unter der Protektion von Köprülü Fazıl Mustafa Pascha. Er war der bekannteste und einflussreichste osmanische Kalligraf des 17. Jahrhunderts.
Von der Zeit Mehmeds II. an wurden die Kalligrafen nach ihrer Funktion unterschieden. Die Kanzleischreiber (munşi), verwendeten hauptsächlich die Kanzleischriften Taliq und Diwani; die künstlerischen Schreiber, denen die bekanntesten Werke der osmanischen Kalligrafie zu verdanken sind, verwendeten die Rundschriften Naschī, Muhaqqaq und die davon abgeleitete Raiḥān, Sülüs, und Reqa.
Im Bereich der religiösen Literatur widmeten sich spezialisierte Schreiber der Erstellung von Koran- und Hadith-Handschriften. Die ornamentale Schriftkunst der Hilye-i Şerif erreichte in der osmanischen Kalligrafie einen Höhepunkt ihrer Gestaltung. Offizielle Dokumente der sich ausprägenden Verwaltung des Großreichs wurden in ausgefeilter Kalligrafie ausgefertigt und mit der Siegelinschrift (Tughra) der osmanischen Sultane versehen. Besonders kostbar ausgestaltete Register religiöser Stiftungen („vakıfname“) wurden meist in Buchform hergestellt und betonten Frömmigkeit und gesellschaftlichen Status der Stifter. Kalligrafische Ornamente dienten in der Frühzeit der osmanischen Architektur zur Ausschmückung von Gebäudefassaden. Später wurden eher Innenräume, besonders in der sakralen Architektur, wo das Bilderverbot strenger beachtet wurde verwendet. Oft wurde die Qiblawand mit monumentalen kalligrafischen Inschriften verziert. Auch in der westlichen Welt bekannt sind die kalligrafischen Koraninschriften von Seyyid Kasim Gubari in der Sultan-Ahmed-Moschee, oder die großen kalligrafischen Namensschilder in der Hauptkuppel der Hagia Sofia, die im 19. Jahrhundert von Mustafa İzzet gefertigt wurden.

### Miniaturmalerei

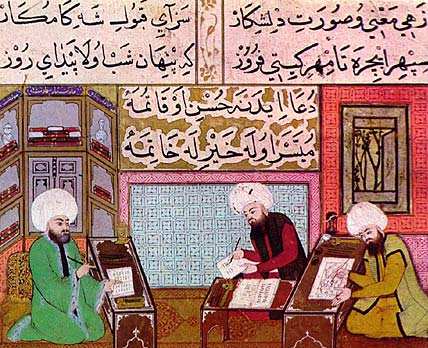
Osmanische Miniaturen-Maler

Die persische Miniaturmalerei hatte seit Anbeginn einen wesentlichen Einfluss auf die Tradition der osmanischen Miniatur. Vor Mehmed II. bildeten die osmanischen Miniaturen unter Verwendung traditioneller Techniken oftmals historische Helden ab, wie z. B. Alexander den Großen. Unter Mehmed II. kommen die Miniaturmaler in den nakkaşhane genannten Schreib- und Malwerkstätten erstmals mit europäischen Techniken und Sujets, v. a. mit der Porträtkunst, in Berührung, die sie fortan in ihre Werke einfließen lassen. Nach der Eroberung von Täbris durch Selim I. im Jahr 1514 gelangen viele persische Meister an den osmanischen Hof, deren dekorativer Stil großen und langanhaltenden Einfluss auf die Miniaturmalerei entwickelt. Die Werke dieser Periode finden mit der höfischen Historiografie ein neues Sujet und erfahren durch die sich rasant entwickelnde nautische und geografische Kartografie weitere Impulse.
Die Regentschaften von Süleyman I., Selim II. und Murad III. stellen den Höhepunkt der osmanischen Miniaturkunst dar. Unter den vielfältigen Einflüssen aus der westlich-europäischen und der östlich-islamischen Kunst zeigt sich die Miniaturmalerei als spezifisch osmanische Kunstform. Unter der Ägide der şehnâmeci genannten Hofgeschichtsschreiber entstehen einige der prachtvollsten und kunsthistorisch bedeutendsten Werke. Aus der Zusammenarbeit von Seyyīd Loḳmān Çelebī, dem Hofgeschichtsschreiber Selims II., und Nakkaş Osman, dem Leiter des Miniaturenateliers, entstanden Meisterwerke wie das Surname-i Hümayun. Die Miniaturmalerei des 17. Jahrhunderts war bestimmt von silsilenâme genannten dynastischen Genealogien. Mit den Miniaturen des Abdülcelil Çelebi, genannt Levni („der Farbenprächtige“), endet im 18. Jahrhundert die prägende Stellung der Miniaturmalerei in der osmanischen Kunst, die nun vermehrt von westlich-europäischen Kunstformen geprägt wird.

### Textile Kunst

#### Teppichknüpferei

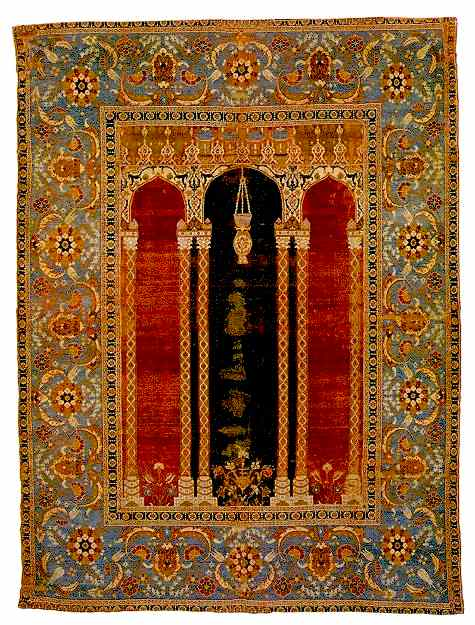
Osmanischer Gebetsteppich der Hofmanufaktur, Bursa, spätes 16. Jh. (Sammlung James Ballard, Metropolitan Museum of Art)

Das Teppichknüpfen ist ein traditionelles Kunsthandwerk, das weit in die präislamische Zeit zurückreicht. Innerhalb der Gruppe der Orientteppiche zeichnet sich der anatolische Teppich durch charakteristische Farben, Muster, Strukturen und Techniken aus. Die Formate reichen vom kleinen Kissen (yastik) bis hin zu großen, den Raum ausfüllenden Teppichen. Die frühesten erhaltenen türkischen Teppiche datieren aus dem 13. Jahrhundert. Seitdem wurden kontinuierlich bis heute unterschiedliche Teppichtypen in Manufakturen, eher provinziellen Werkstätten, in Dörfern, kleinen Siedlungen oder von Nomaden hergestellt. Jede soziale Gruppe kennt dabei charakteristische Techniken und verwendet charakteristische Materialien. Wie die Abbildungen von – zumeist anatolischen – Teppichen in Gemälden der Renaissancezeit zeigen, wurden Knüpfteppiche schon in der Frühzeit des Osmanischen Reiches in großen Mengen nach Europa exportiert.

### Keramik

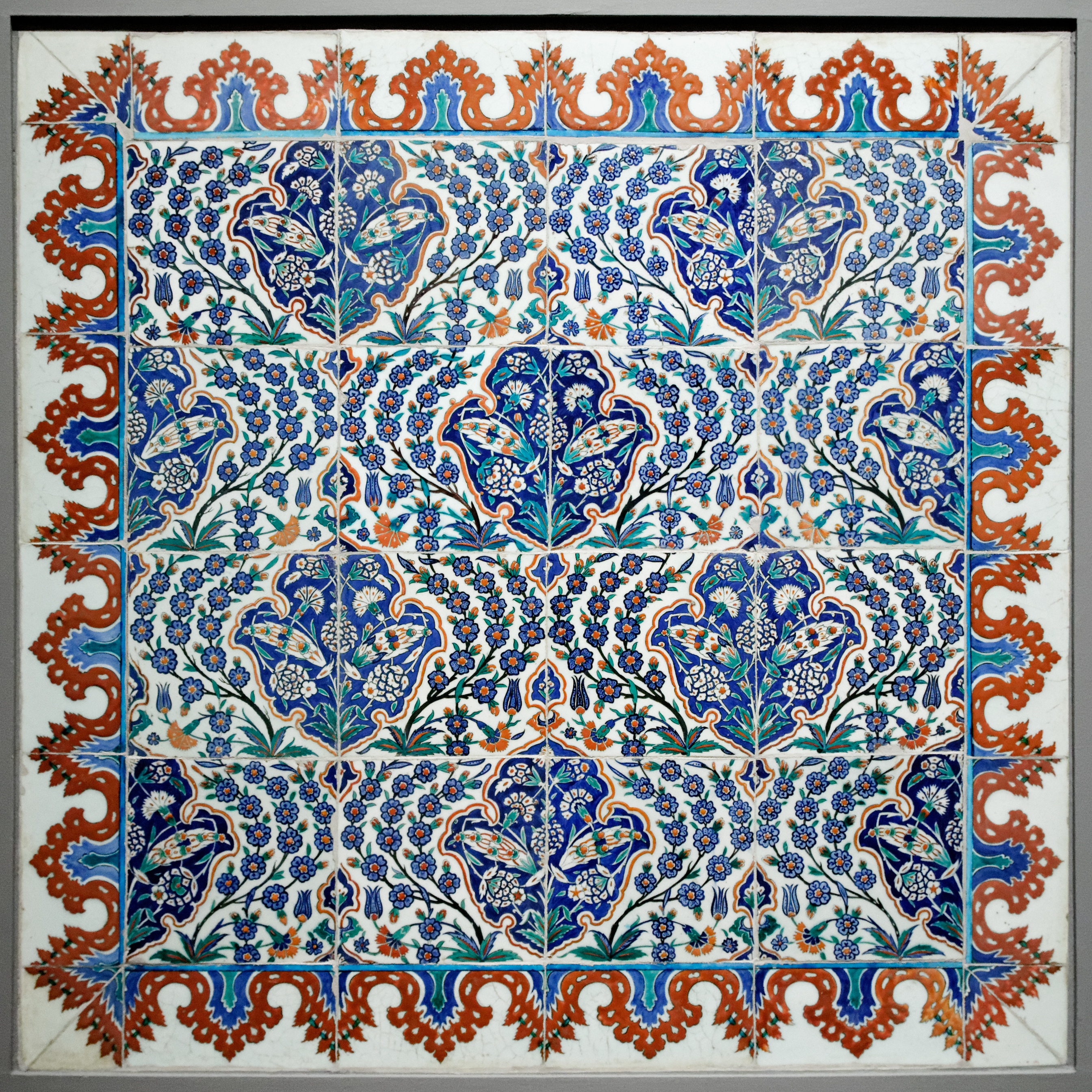
Wandverkleidung aus İznik-Kacheln, ca. 1550–1600 (Met 17.190.2083)

Schon zu seldschukischer Zeit war Keramik in ganz Kleinasien verbreitet und wurde in den Orten Kütahya, Akçaalan und offenbar auch in Pergamon gefunden. Die Stadt İznik wurde im Verlauf des 15. Jahrhunderts für ihre künstlerischen Keramiken bekannt. Die frühe Ware zeigt noch deutlich den Einfluss byzantinischer Sgraffito-Keramik und seldschukischer Gestaltung. Zunehmend gelangte mit dem sich ausweitenden Fernhandel chinesisches Porzellan ins Reich, dessen blau-weißer Stil hoch begehrt war. Die Herstellung blau-weiß glasierter Töpferware wurde in der Hofmanufaktur von İznik stark gefördert.
Im 16. Jahrhundert erweiterte sich die Farbpalette der zunächst monochrom gehaltenen Keramik. Als Baudekor wurden İznik-Fliesen zunächst zur Verkleidung von Gebäudefassaden eingesetzt, beispielsweise des unter Süleyman I. restaurierten Felsendoms in Jerusalem oder an der „Großherrlichen Pforte“ (Bab-i Humayun) des Topkapı-Palasts. In späterer Zeit nutzte man keramische Fliesen eher als Wandverkleidung von Innenräumen, etwa in der Rüstem-Pascha- und Sultan-Ahmed-Moschee, besonders aufwändig im Beschneidungszimmer des Topkapı-Palasts. Bereits im 16. Jahrhundert wurde osmanische Keramik für den Export nach Europa hergestellt. In Venedig und Padua wurden im 17. Jahrhundert neben Glas- auch Töpferwaren hergestellt, die den osmanischen Stil kopierten.
Im 17. Jahrhundert ging die Produktion von İznik-Keramik zurück. Die östlich gelegene Stadt Kütahya wurde daraufhin zum neuen Zentrum der Keramikherstellung in Kleinasien, seit dem 19. Jahrhundert inspirierten die Dekore und Formen der İznik-Keramiken auch europäische Porzellanmanufakturen.

## Sprache und Schrift
Die Osmanische Sprache basierte auf dem Anatolischtürkischen. Gegen Ende des 15. Jahrhunderts nahm sie immer mehr auch arabische und persische Elemente mit auf. Sie war eine Varietät des Westoghusischen und galt als Amts- und Literatursprache des Osmanischen Reichs. Wie in fast allen Turksprachen gilt die palatale Vokalharmonie, die besagt, dass nach einem dunklen Vokal (a, ı, o, u) nur ein dunkler und nach einem hellen Vokal (e, i, ö, ü) nur ein heller Vokal folgen darf.
Die Osmanische Sprache unterteilt sich in drei Varianten:
- Fasih Türkçe – Sprache der Verwaltung und der Poesie
- Orta Türkçe – Sprache des Handels und der Oberschicht
- Kaba Türkçe – Sprache der unteren Schichten

Die Osmanen schrieben in arabischer Schrift. Von den Persern wurden die vier Buchstaben ﭖ pe, ﭺ çim (Tsche), ﮒ gef (Gāf) und ﮊ je (Že) zusätzlich noch übernommen. Vokale und Sonderzeichen wurden ebenfalls aus dem arabischen Alphabet übernommen. Zahlen wurden in arabischen Ziffern ausgedrückt.

## Musik

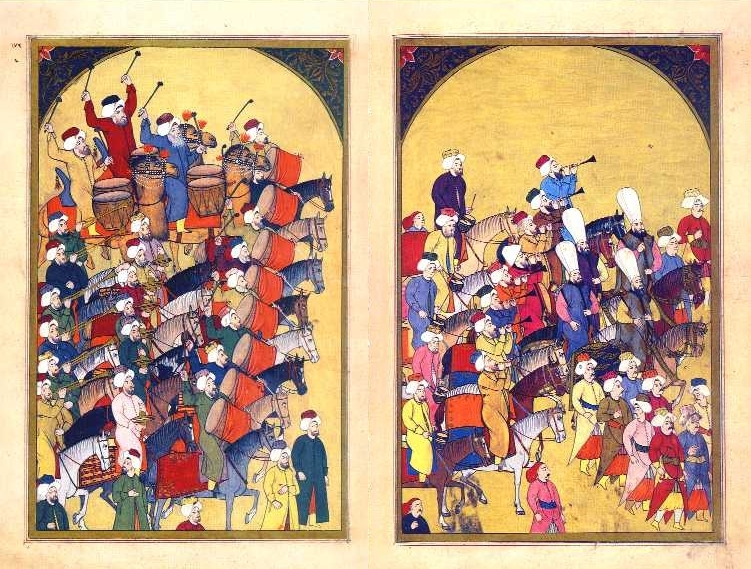
Mehterhâne aus dem Surname-i Vehbi (fol. 172a, links, und 171b, rechts)

Die Musik im osmanischen Reich ist gekennzeichnet durch das Nebeneinander zweier Musiktraditionen unterschiedlichen Charakters. Die türkische Volksmusik (Türk Halk Müziği) entstand in der Kultur türkischsprachiger ländlicher Gemeinden in Anatolien, des Balkans und des Nahen Ostens, und enthält auch Elemente der zentralasiatischen Turkkulturen.
Die türkische Kunstmusik (Türk Sanat Müziği, abgekürzt TSM; auch: Klâsik Türk Mûsikîsi „klassische türkische Musik“, Saray Mûsikîsi „Palast-Musik“) entspringt dem Bedürfnis der osmanischen Elite nach kunstvoller Musik und ist von der arabischen und persischen Musik beeinflusst, auch Einflüsse indischer Musik und sehr wahrscheinlich auch der griechisch-römischen Musiktradition lassen sich feststellen. Während der osmanischen Ära galt türkische Kunstmusik als die repräsentative Musik der Türkei, die am Hof und in den Palästen gespielt wurde.

## Volkskunst

### Schattenspiel, Volkstheater, Geschichtenerzähler
Das Spiel des Karagöz, das Volkstheater „in der Mitte“ und die Erzählungen des Meddah bieten oft humorvolle szenische Unterhaltung. In ihrer Verwendung von festgelegten Charaktertypen und der sich teils aus dem Stegreif entwickelnden derb-witzigen, nicht immer moralisch korrekten und an Kritik nicht sparenden Handlung sind diese Aufführungen der europäischen Commedia dell’arte annähernd vergleichbar. Karagöz und Meddah zählen zum immateriellen Erbe der Menschheit.

#### Karagöz (Schattenspiel)
Karagöz ist ein Schattenspiel, bei dem aus Leder ausgeschnittene und an einem Stab befestigte Spielfiguren von einem Spieler (karagözcü, hayyâlbâz) hinter einem beleuchteten Vorhang bewegt werden. Der Spieler spricht die Stimmen der Figuren, singt, und macht Geräusche. Zwei Musikanten begleiten die Aufführung mit Schellentrommel (daire) und Flöte (kaval). Traditionell wurde das Schattenspiel während des Fastenmonats Ramadan und bei Beschneidungsfesten aufgeführt. Die Hauptfiguren Karagöz und Hacivat stellen gegensätzliche Charaktere mit festgelegten Eigenschaften dar, die im Zusammenspiel mit weiteren Figuren und Fabelwesen in oft witzigen und derben Dialogen die Handlung tragen.

#### Orta Oyunu (Volkstheater)
Traditionelle Themen des Orta Oyunu („Spiel in der Mitte“) waren typische Situationen aus dem Leben der Menschen und die Nachahmung und Karikatur bestimmter Charaktertypen. Die teils improvisierten Darstellungen zeichneten sich durch geistreichen Wortwitz und derbe Wortspiele aus.

#### Meddah (Geschichtenerzähler)

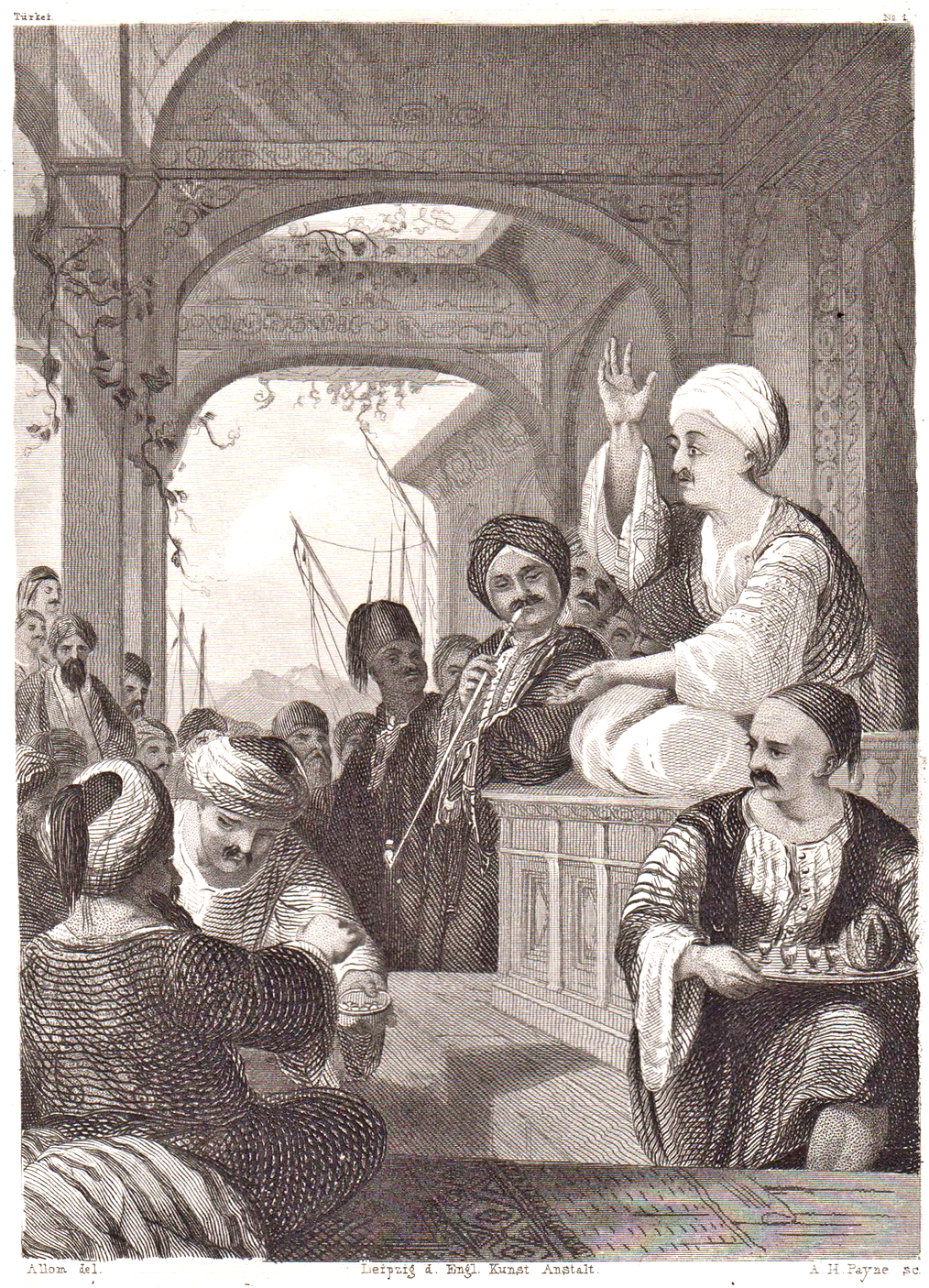
Aufführung eines Meddah in einem Kaffeehaus

Ein Meddah war ein Geschichtenerzähler, der seine Darbietung meist vor einem kleinen Publikum, oft in einem Kaffeehaus vorführte. Die meist als Dialog aufgebauten Erzählungen lebten vom Vortrag und der Ausdrucksfähigkeit des Erzählers. Meddahs spielten oft verschiedene Charakter und benutzten verschiedene Requisiten um diese besser darzustellen. Ihre Geschichten waren entweder Klassische Erzählungen wie Tausend und eine Nacht, beliebte Erzählungen des Osmanischen Reiches oder Geschichten aus dem Alltagsleben. Meddahs waren in der Regel reisende Künstler, deren Wege von einer größeren Stadt zur nächsten führte.

### Kelimweberei

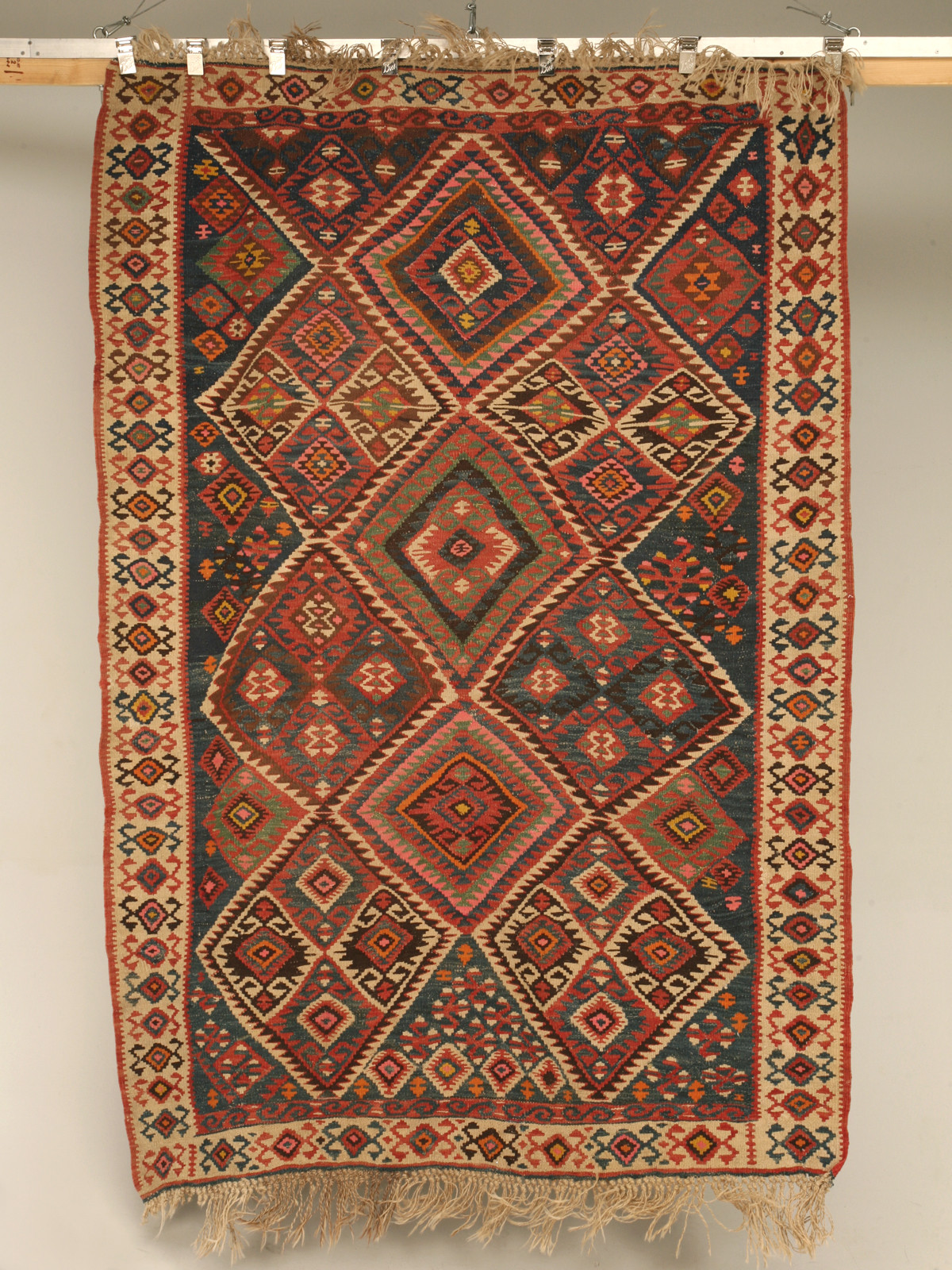
Flachgewebe (Kelim) aus Anatolien

Flachgewebe (Kelim) werden heute als ursprüngliches, von der Kunst der osmanischen Hofmanufaktur oder den Erfordernissen des Exportmarkts kaum beeinflusstes, künstlerisches Webprodukt der ländlichen Dörfer und der Nomaden verstanden. Kelims wurden (und werden) von indigenen Kurden, sowie durch die der traditionellen Lebensweise der Turkvölker noch am engsten verbundenen Yörüken und anderen Nomadenvölkern Anatoliens überwiegend für den eigenen Gebrauch angefertigt. Da sich die Gewebe im Gebrauch verschlissen und bis ins 20. Jahrhundert niemals als Ausdruck von Kunst angesehen und gesammelt wurden, stammen die ältesten erhaltenen Exemplare aus osmanischer Zeit erst aus dem 19. Jahrhundert. Die Muster der Flachweberei folgen eigenen Regeln, die sich bis in die Frühzeit der west- und zentralasiatischen Turkvölker zurückführen lassen. Die Weberei von zweckorientierten Haushaltsprodukten wurde zu unbestimmter Zeit zu einem der Hauptmedien für den kulturellen und künstlerischen Ausdruck der Identität der ländlichen Bevölkerung und der Nomadenstämme.

## Architektur

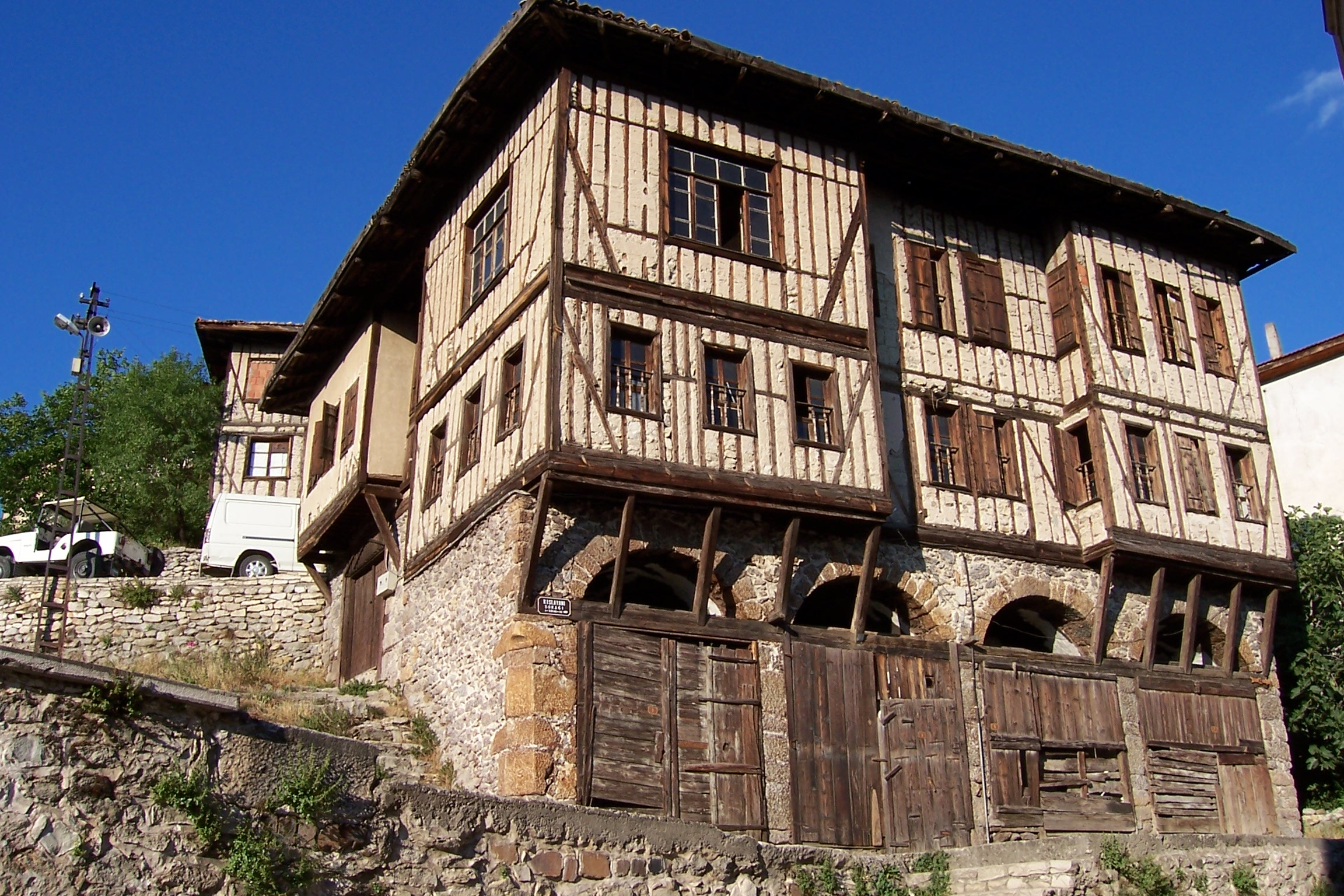
Traditionelles Haus in Safranbolu

Bis ins 18. und frühe 19. Jahrhundert kam der Architektur in den osmanischen Künsten die führende Rolle zu. Denn viele Sultane, Prinzessinnen, Wesire und lokale Machthaber ließen unzählige Moscheen, Paläste, theologische Schulen, Derwischkonvente, Trinkwasserspender und Armenküchen erbauen. Dabei ließen die Erbauer bedeutende Summen für die Gebäude ausgeben. Die bedeuteten Monumente waren religiös gewidmete Gebäude. Viele Osmanen des 16. und 17. Jahrhunderts betrachteten die Baukunst ihrer Zeit als so besonders, dass sie ihnen eine Reihe von Gedichten, Sagen und Geschichten widmeten. Dies betrifft besonders viele Bauten in Istanbul.
Osmanische Städte setzten sich aus zwei Arten von Gebäuden zusammen. Zu einem aus der monumentalen Architektur aus Steinbauten, die gelegentlich mit dekorativen Zusätzen aus Ziegeln versehen wurden. Diese Bauten waren oft mit Bleiplatten überkuppelt und es wurde ein großer Wert auf Regelmäßigkeit der Steinquader gelegt. Diesem Stil stand eine informelle Bauweise gegenüber, bei der die vor Ort vorhandenen Materialien verwendet wurden. In Istanbul war dieses zum Beispiel oft Holz, welches von außen farbig angestrichen wurde. In Gebieten, wo kein guter Zugang zur Holz bestand, wurden oft Fachwerkhäuser erbaut, dessen Gerüst zwar aus Holz bestand, ansonsten aber aus Lehm. Komplikationen ergaben sich häufig bei der Beschaffung von Blei und Eisen, welches nicht nur für Kuppeln, sondern auch für Fenstergitter und Klammern, die die Steinblöcke zusammenhielten benutzt wurde.

## Aspekte der Alltagskultur

### Küche
Bei Festen und Zeremonien des osmanischen Hofes standen große Gastmähler im Mittelpunkt. Das meiste heute vorhandene Material zur Esskultur im osmanischen Reich bezieht sich vor allem auf Speisen und Getränke mit denen Gäste bewirtet wurden.
Ein wichtiger Faktor bei der Verteilung der Nahrungsmittel stellte das Sozialprestige dar, das die Menschen jener Zeit im osmanischen Reich mit bestimmten Nahrungsmitteln verbanden. Diese Kriterien bestimmten nicht nur die Nachfrage, sondern auch die Zubereitung der Lebensmittel. Als eines der angesehensten Lebensmittel im 16. Jahrhundert galt Fleisch. Die Rolle des Fleisch war so wichtig, dass selbst die Verwaltung des Sultans vielen Amtsträgern den Anspruch auf Fleisch durch politische Maßnahmen sicherte. Da Fleisch knapp war, wurde es oft in kleinen Mengen in Soße zubereitet oder zu Gemüse angereicht. In Anatolien und Istanbul wurde vor allem Schafs- und Lammfleisch gegessen, in anderen Regionen allerdings auch Rindfleisch, Geflügel wurde nur sehr wenig konsumiert. Schweinefleisch wurde nicht nur aus religiösen Gründen nicht gegessen, sondern galt oft auch als ekelerregend. Wo größere Gruppen von Christen wohnten, wurde es aber dennoch konsumiert.
Brot wurde vor allem in Anatolien aus Weizen hergestellt, Roggen wurde eher selten genutzt. Einige Bauern nutzten allerdings auch rote Hirse zum Brot backen. Weißes Brot wurde im osmanischen Reich am meisten geschätzt. In Häusern ohne Backofen wurde ein flaches Fladenbrot in Asche gebacken. Der Fladenbrotteig wurde auch für Taschen und Hörnchen genutzt, die mit Fleisch und Gemüse gefüllt waren. Zudem wurde auch süßes Brot gebacken. Neben dem Brot und Fleisch wurden auch Weizen- und Hirsebrei gegessen. In klimatisch günstigen Gebieten ergänzten Obst und Gemüse den Speiseplan der Menschen.
Als wichtigstes Getränke galt Wasser, das in verschiedener Qualität konsumiert wurde. Im 17. und 18. Jahrhundert ließen einige Stifter, die ihren Mitbürgern etwas Gutes tun wollten, einen kleinen Kiosk erbauen, bei dem Wasser kostenlos bezogen werden konnte. Neben Wasser wurde auch Tee getrunken, welcher oft aus China importiert wurde. Zudem wurde aus der Wurzel eines Orchideengewächs das Getränk Sahlep hergestellt. Aus Wasser in Kombination mit einigen Bindemitteln, unter anderem Reis, stellte man ein heißes Getränk mit suppenartiger Konsistenz her. Weitere Getränke waren Milch, Kaffee und Wein, wobei dieser aber oft verboten war, vor allem bei den Muslimen.

### Schmuck
Bei denjenigen der osmanischen Frauen, die sich Schmuck leisten konnten, wurden Ohrhänger bevorzugt. Diese waren entweder aus Silber oder Gold. Bei bessergestellten Frauen waren diese oft mit Perlen oder Edelsteinen verziert. Armreife wurden ebenfalls häufig getragen. Sie waren aber anders als Ohrhänger ausschließlich aus Gold und wurden in Paaren verkauft. Halsketten und Ringe wurden von den osmanischen Frauen eher selten getragen. Gefundene und untersuchte Nachlässe von Schmuck lassen auch darauf schließen, dass Kopfschmuck eher selten getragen wurde. Dafür besaßen aber viele Gürtel die mit reichlich Silber und Gold geschmückt wurden. Die für den Schmuck benötigten Juwelen wurden oft aus Bahr importiert.
Schmuck spielte im Osmanischen Reich aber weitaus mehr eine Rolle als nur die Frauen zu schmücken, denn bei ihrer Hochzeit erhielt jede Braut stets eine Zahl an verschiedenen Schmuckstücken. Dieser galt als Absicherung für die neugegründete Familie und konnte im finanziellen Notfall verkauft werden. Die meisten Juweliere und Goldschmiede waren Armenier und Juden.

### Sport
Zu Osmanischen Sportarten gehörten unter anderem:
- Öl-Ringkampf
- Cirit
- Bogenschießen
- Hahnenkampf

## Kultureller Austausch mit Europa
Renaissancezeit
- Orientteppiche in der Renaissancemalerei
- Blumen in der Kultur des Osmanischen Reichs und ihr Weg nach Europa